# Marc Foucan
Marc Foucan (Francia, 14 de octubre de 1971) es un atleta francés retirado especializado en la prueba de 4 × 400 m, en la que consiguió ser subcampeón europeo en pista cubierta en 2002.

## Carrera deportiva
En el Campeonato Europeo de Atletismo en Pista Cubierta de 2002 ganó la medalla de plata en los relevos de 4x400 metros, con un tiempo de 3:06.42 segundos, tras Polonia y por delante de España (bronce).